# Oost-Pacifische Rug

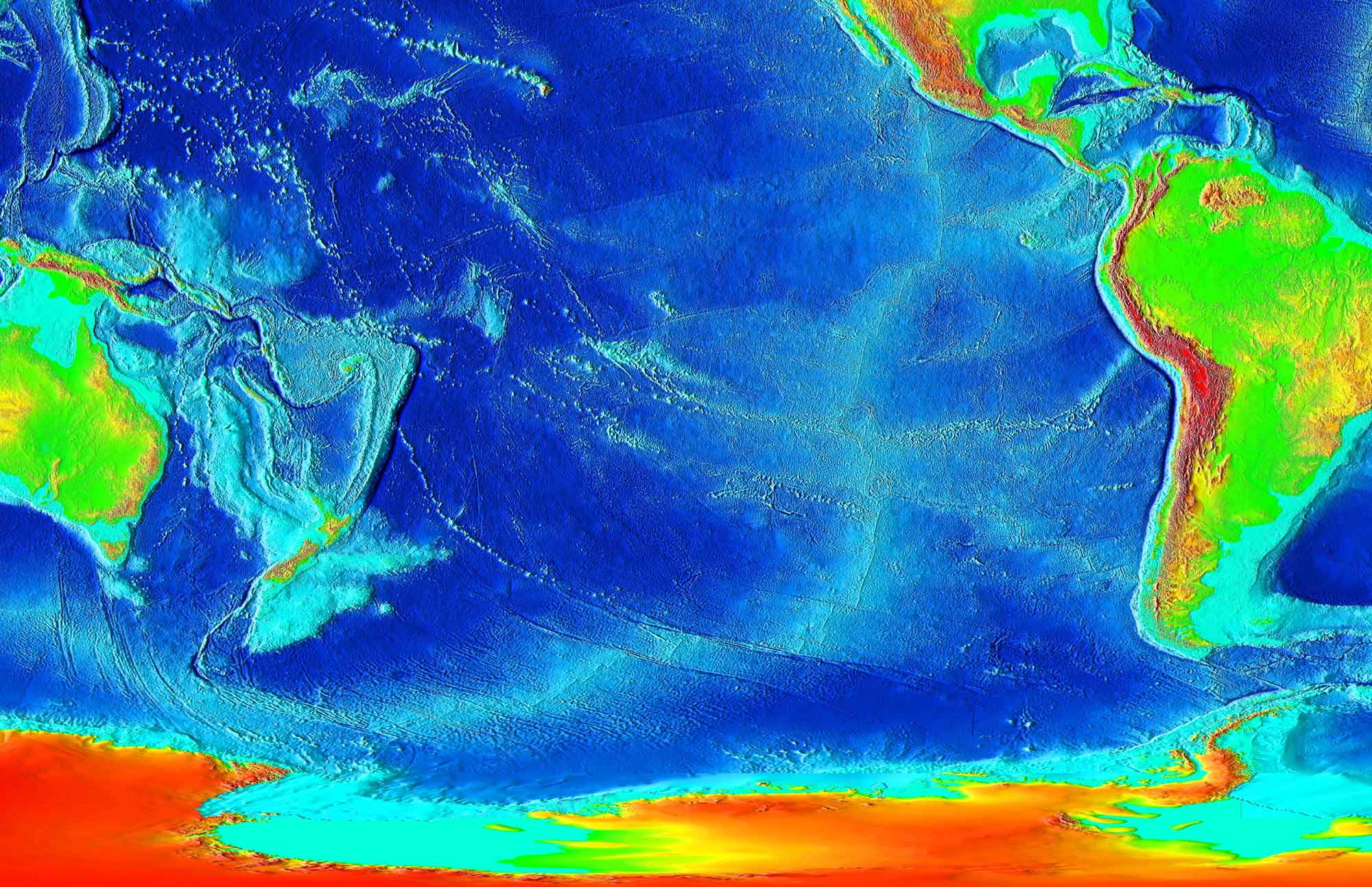
Bathymetrische kaart van het zuidoostelijk deel van de Grote Oceaan, waarop de Oost-Pacifische Rug te zien is.

De Oost-Pacifische Rug of East Pacific Rise (Engels voor Oost-Pacifische verheffing, afkorting: EPR) is een oceanische rug onder het oostelijke deel van de Grote Oceaan. De Oost-Pacifische Rug vormt de plaatgrens tussen de Pacifische Plaat in het westen en van zuid naar noord de Antarctische, Nazca-, Cocos-, Rivera- en Noord-Amerikaanse platen in het oosten.
De Oost-Pacifische Rug is de snelst spreidende rug ter wereld. In het sneller uit elkaar bewegende zuidelijke deel bewegen de platen met ongeveer 7 cm per jaar uit elkaar (relatief ten opzichte van elkaar 14 cm per jaar).
De rug begint ergens in de oceaan ten zuidoosten van Australië, waar hij vloeiend overgaat in de Pacifisch-Antarctische Rug. De rug loopt vanaf daar meer dan 9000 km naar het noordoosten en noorden. Aan het noordelijke uiteinde loopt de rug door de Golf van Californië om in het noorden onder het Noord-Amerikaanse continent te verdwijnen. In het verlengde ligt de Basin and Range Province. De structuur komt voor de kust van Californië weer onder het continent vandaan maar draagt daar andere namen.
In de buurt van Paaseiland komt de Oost-Pacifische Rug samen met de Chilirug (die de Nazca- en Antarctische platen scheidt). Bij de Galápagoseilanden komt de rug samen met de Cocosrug (die de Cocos- en Nazcaplaten scheidt). In het centrum van deze laatste triple junction ligt een kleine microplaat die Galápagosplaat genoemd wordt.